# Пиццали, Вирджинио
Вирджи́нио Пицца́ли (итал. Virginio Pizzali; 28 декабря 1934, Мортельяно, Фриули-Венеция-Джулия — 14 ноября 2021, Удине, Фриули-Венеция-Джулия) — итальянский велогонщик, выступавший на треке. Олимпийский чемпион 1956 года.

## Биография
Вирджинио Пиццали родился 28 декабря 1934 года в итальянском городе Мортельяно.
Начал заниматься велоспортом в 14-летнем возрасте.
В 1955—1956 годах, выступая среди любителей, дважды стал чемпионом Италии в командной гонке преследования.
Выступал за итальянские профессиональные велокоманды «Lygie» (1957), «Ignis» (1957—1960), «Fides» (1961), «Philco» (1962), «Termozeta» (1963—1964). Четырежды становился чемпионом Италии среди профессионалов в гонке за лидером (1958—1959, 1961—1962).
В 1956 году вошёл в состав сборной Италии на летних Олимпийских играх в Мельбурне. Выступал в командной гонке преследования вместе с Антонио Доменикали, Франко Гандини, Леандро Фаджином и Валентино Гаспареллой и завоевал золотую медаль. В квалификации Фаджин, Пиццали, Доменикали и Гандини показали лучшее время — 4 минуты 44,8 секунды. Но во время предварительного заезда со сборной ЮАС Пиццали упал и сломал ключицу. Оставшуюся часть соревнований итальянцы провели без него, выиграв в четвертьфинале у Чехословакии, в полуфинале — у Великобритании, в финале — у Франции. Пиццали не получил олимпийскую награду.
Умер 14 ноября 2021 года.